# 中央人民政府最高人民法院
中央人民政府最高人民法院是中华人民共和国建国初期行宪前中央人民政府下的国家最高审判机关。

## 沿革
中央人民政府最高人民法院的前身，是华北人民法院（属于华北人民政府）。1948年9月26日，华北人民法院在河北省平山县王子村成立。1949年2月迁址北平。1949年3月18日，华北人民法院接管了位于北平天安门西侧司法部街72号的河北高等法院。
1949年9月27日，中国人民政治协商会议第一届全体会议通过了《中华人民共和国中央人民政府组织法》，其中第五条规定：“中央人民政府委员会……组织最高人民法院及最高人民检察署，以为国家的最高审判机关及检察机关。”第七条规定：“中央人民政府委员会，依据中国人民政治协商会议全体会议制定的共同纲领，行使下列的职权：……九、任免下列各项政府人员：…… 戊、任免最高人民法院的院长、副院长和委员，最高人民检察署的检察长、副检察长和委员。”
第二十六条规定：“最高人民法院为全国最高审判机关，并负责领导和监督全国各级审判机关的审判工作。”第二十七条规定：“最高人民法院设院长一人，副院长若干人，委员若干人。”第三十条规定：“最高人民法院及最高人民检察署的组织条例，由中央人民政府委员会制定之。”
1949年10月1日上午，中华人民共和国开国大典举行。1949年10月1日下午2时，中央人民政府主席毛泽东在中央人民政府委员会第一次会议上宣布，任命沈钧儒为中央人民政府最高人民法院院长。1949年10月19日召开的中央人民政府委员会第三次会议，任命吴溉之等17人为最高人民法院委员。
1949年10月22日，中央在中南海勤政殿举行中央人民政府最高人民法院成立大会，原华北人民法院的印章不再使用。1949年10月30日，华北人民政府与中央人民政府交接完毕，中央人民政府最高人民法院于1949年11月1日启用印信正式办公。
1949年12月20日，中央人民政府委员会批准《最高人民法院试行组织条例》。该条例规定，最高人民法院设民事审判庭、刑事审判庭、行政审判庭，以及办公厅、督导处、编纂处等业务及行政单位。同时，着手成立最高人民法院在各大行政区的分院。至1952年4月，东北、西北、华东、中南、西南、华北6个分院先后在沈阳、西安、上海、武汉、重庆、北京建立，为各大行政区最高审判机关。1952年，政务院华北事务部改为华北行政委员会，1952年4月最高人民法院华北分院挂牌，成为最晚成立的大行政区分院。
1951年9月3日中央人民政府委员会第十二次会议通过了《中华人民共和国人民法院暂行组织条例》，1951年9月4日中央人民政府公布。
1954年6月19日，中央人民政府委员会第三十二次会议通过《中央人民政府关于撤销大区一级行政机构和合并若干省市建制的决定》。当日下午，政务院政治法律委员会召开党组干事会第四十七次会议，讨论大区一级行政机构撤销后，各大区政法部门的存在、撤销、交接问题。6月28日，中央人民政府最高人民法院向中央报送了《关于撤销各大区分院与加强最高人民法院的意见》。7月16日，政务院政治法律委员会党组干事会向中共中央报送《关于撤销大区各政法部门和加强中央各政法部门的意见》，提出在各大区最高人民法院分院撤销后，司法行政工作和审判工作逐步分立，在各省设司法厅，各市设司法行政办事处。最高人民法院各大区分院随即陆续撤销。
1954年9月15日，第一届全国人民代表大会第一次会议召开，9月20日通过了《中华人民共和国宪法》，9月21日通过了《中华人民共和国人民法院组织法》，9月27日选举产生了各中央国家机关领导人员。中央人民政府最高人民法院随之结束，改设中华人民共和国最高人民法院。

## 历任领导
- 院长：沈钧儒（1949年10月1日中央人民政府委员会第一次会议通过任命）
- 副院长：
  - 吴溉之、张志让（1949年10月19日中央人民政府委员会第三次会议通过任命）
  - 张苏（1954年8月11日中央人民政府委员会第三十三会议通过任命）
- 委员：吴溉之、张志让、陈绍禹、朱良才、冯文彬、许之桢、李培之、费青、贾潜、王怀安、陈瑾昆、吴昱恒、闵刚侯、陆鸿仪、沙彦楷、俞钟骆（1949年10月19日中央人民政府委员会第三次会议通过任命）
- 秘书长：闵刚侯（1949年12月2日中央人民政府委员会第四次会议通过任命）
- 副秘书长：曾汉周（1954年6月19日中央人民政府委员会第三十二次会议通过任命）

### 各分院领导
各分院院长、副院长由中央人民政府政务院提请中央人民政府委员会批准任命。
中央人民政府最高人民法院东北分院
院长
- 高崇民（1950年4月11日中央人民政府委员会第六次会议批准任命；1954年9月9日中央人民政府委员会第三十四次会议免职）[7]

副院长
- 宋广常（1951年9月3日中央人民政府委员会第十二次会议批准任命；1954年9月9日中央人民政府委员会第三十四次会议免职）[7]

中央人民政府最高人民法院华东分院
院长
- 刘民生（1950年4月11日中央人民政府委员会第六次会议批准任命；1952年4月19日中央人民政府委员会第十五次会议免职）[7]
- 魏明（1952年4月19日中央人民政府委员会第十五次会议批准任命）

副院长
- 汤镛（1950年4月11日中央人民政府委员会第六次会议批准任命；1952年11月15日中央人民政府委员会第十九次会议免职）[7]
- 张鸿鼎（1950年4月11日中央人民政府委员会第六次会议批准任命）[7]

中央人民政府最高人民法院西北分院
院长
- 马锡五（1950年4月11日中央人民政府委员会第六次会议批准任命）[7]

副院长
- 乔松山（1950年4月11日中央人民政府委员会第六次会议批准任命）[7]

中央人民政府最高人民法院西南分院
院长
- 张曙时（1950年6月28日中央人民政府委员会第八次会议批准任命）[7]

副院长
- 崔国翰（1950年6月28日中央人民政府委员会第八次会议批准任命；1952年8月7日中央人民政府委员会第十七次会议免职）[7]
- 李俊成（1953年8月任命）[7]

中央人民政府最高人民法院中南分院
院长
- 雷经天（1950年9月5日中央人民政府委员会第九次会议批准任命；1953年撤职）[7]
- 郑绍文（1953年3月任命）[7]

副院长
- 宋琏（？年任命）[7]

中央人民政府最高人民法院华北分院
院长
- 张苏（1952年4月19日中央人民政府委员会第十五次会议批准任命；1954年9月9日中央人民政府委员会第三十四次会议免职）[7]

副院长
- 何兰阶（1952年4月19日中央人民政府委员会第十五次会议批准任命；1954年9月9日中央人民政府委员会第三十四次会议免职）[7]
- 韩幽桐（1952年4月19日中央人民政府委员会第十五次会议批准任命；1954年9月9日中央人民政府委员会第三十四次会议免职）[7]